# Temporada 1943-1944 del FC Barcelona
Les dades més destacades de la temporada 1943-1944 del Futbol Club Barcelona són les següents:

## Plantilla
Font:
|     |                         |      | Total | Total | Campionat de Lliga | Campionat de Lliga | Copa del Generalíssim | Copa del Generalíssim |
| P   | Jugador                 | País | PT    | Gols  | PT                 | Gols               | PT                    | Gols                  |
| --- | ----------------------- | ---- | ----- | ----- | ------------------ | ------------------ | --------------------- | --------------------- |
| POR | José Valero             |      | 15    | -21   | 14                 | -21                | 1                     |                       |
| POR | Enrique "Quique" Martín |      | 8     | -17   | 8                  | -17                |                       |                       |
| POR | Juan Zambudio Velasco   |      | 7     | -15   | 4                  | -8                 | 3                     | -7                    |
| DEF | Josep Puig "Curta"      |      | 28    |       | 24                 |                    | 4                     |                       |
| DEF | Jaume Elias             |      | 26    |       | 22                 |                    | 4                     |                       |
| DEF | Antoni Montserrat       |      | 4     |       | 4                  |                    |                       |                       |
| DEF | Benito García           |      | 2     |       | 2                  |                    |                       |                       |
| DEF | Josep Bayo              |      | 0     |       |                    |                    |                       |                       |
| MIG | Josep Raich             |      | 26    | 1     | 23                 | 1                  | 3                     |                       |
| MIG | Domènec Balmanya        |      | 23    | 2     | 21                 | 2                  | 2                     |                       |
| MIG | Manel Rosalén           |      | 17    | 1     | 17                 | 1                  |                       |                       |
| MIG | Francesc Calvet         |      | 13    |       | 10                 |                    | 3                     |                       |
| MIG | Joan Sans               |      | 9     |       | 9                  |                    |                       |                       |
| MIG | Antoni Esteve Corró     |      | 4     |       |                    |                    | 4                     |                       |
| MIG | Marià Gonzalvo          |      | 3     |       | 3                  |                    |                       |                       |
| MIG | Vicente Sierra          |      | 1     |       | 1                  |                    |                       |                       |
| DAV | César Rodríguez         |      | 30    | 13    | 26                 | 12                 | 4                     | 1                     |
| DAV | Mariano Martín          |      | 24    | 28    | 20                 | 24                 | 4                     | 4                     |
| DAV | Josep Escolà            |      | 22    | 5     | 18                 | 4                  | 4                     | 1                     |
| DAV | José Bravo              |      | 17    | 1     | 13                 |                    | 4                     | 1                     |
| DAV | José Valle              |      | 15    | 5     | 14                 | 5                  | 1                     |                       |
| DAV | Josep Riba              |      | 15    | 5     | 15                 | 5                  |                       |                       |
| DAV | Josep Seguer            |      | 7     | 2     | 7                  | 2                  |                       |                       |
| DAV | Francesc Betancourt     |      | 7     | 2     | 7                  | 2                  |                       |                       |
| DAV | Jaume Sospedra          |      | 3     |       | 3                  |                    |                       |                       |
| DAV | Basilio Nieto           |      | 3     |       |                    |                    | 3                     |                       |
| DAV | Rafael Casamor          |      | 1     |       | 1                  |                    |                       |                       |
| DAV | Salvador Galvany        |      | 0     |       |                    |                    |                       |                       |

## Classificació
| Competició            | Pos. | P  | PG | PE | PP | GF | GC | Campió                  |
| --------------------- | ---- | -- | -- | -- | -- | -- | -- | ----------------------- |
| Campionat de Lliga    | 6è   | 26 | 10 | 8  | 8  | 59 | 46 | València CF             |
| Copa del Generalíssim | VF   | 4  | 1  | 2  | 1  | 7  | 7  | Club Atlético de Bilbao |

## Resultats
| AMISTOSOS                                                            |
| -------------------------------------------------------------------- |
| 05-09-43 SABADELL - BARCELONA 1-1                                    |
| 09-09-43 BARCELONA - CASTELLÓN 1-1                                   |
| 09-09-43 TORTOSA - BARCELONA 1-5                                     |
| 12-09-43 VALENCIA - BARCELONA 4-3                                    |
| 19-09-43 BARCELONA - VALENCIA 2-2                                    |
| 24-09-43 EUROPA - BARCELONA 0-4                                      |
| 01-10-43 FESTA MAJOR HOSTAFRANCS. ESPANYA INDUSTRIAL - BARCELONA 1-3 |
| 31-10-43 HOMENAJE A MONJARDIN. REAL MADRID - BARCELONA 1-1           |
| 31-10-43 GIRONA - BARCELONA 0-2                                      |
| 11-11-43 MARTINENC - BARCELONA 2-5                                   |
| 26-12-43 HOMENAJE ANTONIO FRANCO. BARCELONA - REAL MADRID 4-0        |
| 06-01-44 BARCELONA - ALCOYANO 5-2                                    |
| 01-02-44 JUPITER - BARCELONA 3-3                                     |
| 12-03-44 BARCELONA - MARTINENC 2-2                                   |

| COPA PRESIDENT                              |
| ------------------------------------------- |
| 05-09-43 SANTS - BARCELONA 1-1              |
| 12-09-43 HORTA - BARCELONA 1-2              |
| 19-09-43 BARCELONA - MANRESA 10-1           |
| 26-09-43 MATARÓ - BARCELONA 0-3             |
| 03-10-43 BARCELONA - SANT ANDREU 4-1        |
| 10-10-43 JUPITER - BARCELONA 2-0            |
| 17-10-43 BARCELONA - ESPANYA INDUSTRIAL 6-1 |
| 24-10-43 GRÀCIA-BARCELONA 0-10              |
| 14-11-43 BADALONA - BARCELONA 1-3           |
| 21-11-43 ESPANYOL - BARCELONA 2-0           |
| 28-11-43 BARCELONA - SANTS 2-1              |
| 05-12-43 BARCELONA - HORTA 10-3             |
| 08-12-43 MANRESA - BARCELONA 0-2            |
| 12-12-43 BARCELONA - MATARÓ 0-1             |
| 19-12-43 SANT ANDREU - BARCELONA 0-5        |
| 26-12-43 BARCELONA - JÚPITER 2-3            |
| 01-01-44 ESPANYA INDUSTRIAL - BARCELONA 3-3 |
| 09-01-44 BARCELONA - GRÀCIA 4-0             |
| 16-01-44 BARCELONA - EUROPA 6-0             |
| 24-01-44 BARCELONA - BADALONA 5-1           |
| 27-01-44 EUROPA - BARCELONA 2-0             |
| 31-01-44 BARCELONA - ESPANYOL 5-2           |

| COPA FEDERACIO CATALANA                 |
| --------------------------------------- |
| 19-3-1944. Granollers 1 - Barcelona 2   |
| 26-3-1944. Barcelona 3 - Girona 2       |
| 02-4-1944. Reus 4 - Barcelona 3         |
| 10-4-1944. Barcelona 4 - Figueres 1     |
| 16-4-1944. Martínenc 0 - Barcelona 5    |
| 30-4-1944. Barcelona 9 - Júpiter 0      |
| 07-5-1944. Barcelona 6 - Terrassa 0     |
| 14-5-1944. Gimnàstic 3 - Barcelona 5    |
| 18-5-1944. Lleida 2 - Barcelona 3       |
| 21-5-1944. Barcelona 3 - Granollers 4   |
| 28-5-1944. Girona 2 - Barcelona 3       |
| 04-6-1944. Barcelona 4 - Reus 1         |
| 08-6-1944. Figueres 3 - Barcelona 2     |
| 10-6-1944. Barcelona 2 - Martínenc 2    |
| 26-6-1944. Terrassa 1 - Barcelona 4     |
| 29-6-1944. Barcelona - Gimnàstic SUSPES |
| 02-7-1944. Barcelona 4 - Lleida 5       |

| COPA MEDITERRANIA¹                 |
| ---------------------------------- |
| 11-06-44 BARCELONA - SABADELL 3-3  |
| 17-06-44 ESPANYOL - BARCELONA 1-3  |
| 24-06-44 BARCELONA - GIMNASTIC 2-2 |
| 29-06-44 SABADELL - BARCELONA 5-1  |
| 02-07-44 BARCELONA - ESPANYOL 4-0  |
| 09-07-44 GIMNASTIC - BARCELONA 1-1 |

1 NOTA: TORNEIQ IMPROVISAT A DARRERA HORA PERQUE ELS EQUIPS CATALANS ELIMINATS DE LA COPA CUBRISIN LES DATES FINS A FINAL DE TEMPORADA.
| Campionat de Lliga |

| 26 setembre 1943 | CF Barcelona                 | 3 - 3 | Club Atlético de Bilbao      | Barcelona                                         |  |
| Jornada 1        | Martín 19' 29' · Rosalén 89' |       | Iriondo 20' · Gainza 61' 79' | Camp de les Corts · Tamarit Falguera (València) · |  |

| 3 octubre 1943 | València CF                        | 3 - 4 | CF Barcelona                  | València                                       |  |
| Jornada 2      | Epi 3' · Gorostiza 60' · Mundo 82' |       | Martín 8' 34' 83' · Raich 27' | Estadi de Mestalla · Escartín Morán (Madrid) · |  |

| 10 octubre 1943 | Reial Societat | 1 - 1 | CF Barcelona | Sant Sebastià                            |  |
| Jornada 3       | Terán 81'      |       | Valle 20'    | Estadi d'Atotxa · Iturralde Gorostiaga · |  |

| 17 octubre 1943 | CF Barcelona      | 3 - 3 | RC Deportivo de la Corunya                | Barcelona                   |  |
| Jornada 4       | Martín 8' 24' 76' |       | Paquirri 33' · Muntaner 38' · Molazas 75' | Camp de les Corts · Anton · |  |

| 24 octubre 1943 | Sevilla CF              | 2 - 2 | CF Barcelona          | Sevilla                       |  |
| Jornada 5       | Campanal 12' · Arza 46' |       | César 42' · Valle 87' | Estadio de Nervión · Corpas · |  |

| 7 novembre 1943 | CF Barcelona                                      | 7 - 2 | Granada CF                | Barcelona                    |  |
| Jornada 6       | Martín 12' 49' 54' 73' · César 59' · Riba 65' 76' |       | Aparicio 22' · Martín 83' | Camp de les Corts · Orduña · |  |

| 14 novembre 1943 | Club Atlético Aviación      | 2 - 1 | CF Barcelona | Madrid                                                   |  |
| Jornada 7        | Arencibia 10' · Domingo 18' |       | Valle 20'    | Estadio Metropolitano · De Mazagatos Vicario (Biscaia) · |  |

| 21 novembre 1943 | CF Barcelona | 1 - 0 | CE Castelló | Barcelona                                  |  |
| Jornada 8        | Escolà 73'   |       |             | Camp de les Corts · Iturralde Gorostiaga · |  |

| 28 novembre 1943 | RCD Espanyol       | 1 - 3 | CF Barcelona             | Barcelona                            |  |
| Jornada 9        | Martínez Català 7' |       | Martín 5' · Riba 22' 49' | Estadi de Montjuïc · González Díaz · |  |

| 5 desembre 1943 | CF Barcelona              | 3 - 0 | RC Celta de Vigo | Barcelona                              |  |
| Jornada 10      | Riba 12' · Escolà 42' 77' |       |                  | Camp de les Corts · Melcon Bartolome · |  |

| 12 desembre 1943 | Real Oviedo CF                     | 3 - 3 | CF Barcelona                | Oviedo                                  |  |
| Jornada 11       | Herrerita 54' 55' · Echevarria 63' |       | Martín 46' 57' · Seguer 75' | Estadio de Buenavista · González Díaz · |  |

| 19 desembre 1943 | CF Barcelona                      | 5 - 0 | CD Sabadell CF | Barcelona                          |  |
| Jornada 12       | César 3' · Martín 42' 59' 79' 85' |       |                | Camp de les Corts · Arque Martín · |  |

| 2 gener 1944 | Reial Madrid CF | 0 - 1 | CF Barcelona | Chamartín de la Rosa                         |  |
| Jornada 13   |                 |       | Valle 50'    | Estadi de Chamartín · Iturralde Gorostiaga · |  |

| 9 gener 1944 | Club Atlético de Bilbao | 2 - 1 | CF Barcelona   | Bilbao                                          |  |
| Jornada 14   | Elices 35' 70'          |       | Bertol (pp) 8' | Estadi de San Mamés · Escartín Morán (Madrid) · |  |

| 16 gener 1944 | CF Barcelona | 1 - 1 | València CF | Barcelona                                  |  |
| Jornada 15    | Martín 28'   |       | Epi 87'     | Camp de les Corts · Iturralde Gorostiaga · |  |

| 23 gener 1944 | CF Barcelona           | 2 - 0 | Reial Societat | Barcelona                                          |  |
| Jornada 16    | Martín 50' · César 70' |       |                | Camp de les Corts · Martínez Íñiguez (Andalusia) · |  |

| 30 gener 1944 | RC Deportivo de la Coruña | 1 - 4 | CF Barcelona                   | La Corunya                   |  |
| Jornada 17    | Chacho 83'                |       | César 19' 68' · Martín 40' 50' | Campo de Riazor · Jauregui · |  |

| 6 febrer 1944 | CF Barcelona | 1 - 1 | Sevilla CF | Barcelona                           |  |
| Jornada 18    | Martín 5'    |       | Arza 70'   | Camp de les Corts · González Díaz · |  |

| 19 febrer 1944 | Granada CF             | 2 - 0 | CF Barcelona | Granada                                      |  |
| Jornada 19     | Marín 13' · Nicola 39' |       |              | Estadio de los Carmenes · Melcon Bartolome · |  |

| 20 febrer 1944 | CF Barcelona                  | 4 - 5 | Club Atlético Aviación                           | Barcelona                                            |  |
| Jornada 20     | César 21' 50' 89' · Valle 52' |       | Campos 16' 75' · Adrover 34' · Taltavull 51' 86' | Camp de les Corts · De Mazagatos Vicario (Biscaia) · |  |

| 5 març 1944 | CE Castelló                                    | 3 - 0 | CF Barcelona | Castelló de la Plana                |  |
| Jornada 21  | García Díaz 11' · Rosalén (pp) 15' · Arnau 50' |       |              | Estadi del Sequiol · Arqué Martín · |  |

| 12 març 1944 | CF Barcelona | 1 - 3 | RCD Espanyol               | Barcelona                                  |  |
| Jornada 22   | Balmanya 59' |       | Jorge 23' 56' · Schild 85' | Camp de les Corts · Iturralde Gorostiaga · |  |

| 19 març 1944 | RC Celta de Vigo       | 2 - 2 | CF Barcelona             | Vigo                          |  |
| Jornada 23   | Fuentes 26' · Roig 80' |       | César 15' · Balmanya 57' | Estadi de Balaídos · Suárez · |  |

| 26 març 1944 | CF Barcelona                   | 3 - 1 | Reial Societat | Barcelona                          |  |
| Jornada 24   | César 20' · Betancourt 26' 31' |       | Anton 15'      | Camp de les Corts · Arqué Martín · |  |

| 2 abril 1944 | CD Sabadell CF                      | 3 - 2 | CF Barcelona          | Sabadell                                               |  |
| Jornada 25   | Ara 11' · Gonzalvo 46' · Pallas 56' |       | César 3' · Seguer 81' | Estadi de la Creu Alta · Tamarit Falguera (València) · |  |

| 9 abril 1944 | CF Barcelona | 1 - 3 | Reial Madrid CF              | Barcelona                      |  |
| Jornada 26   | Escolà 13'   |       | Alsúa 62' · Rosalén (pp) 71' | Camp de les Corts · Gojenuri · |  |

| Copa del Generalíssim |

| 30 abril 1944            | CD Constancia | 0 - 0 | CF Barcelona | Inca              |  |
| Setzens de final - anada |               |       |              | Estadi d'es Cos · |  |

| 7 maig 1944                      | CF Barcelona                       | 4 - 1 | CD Constancia | Barcelona                                          |  |
| 18:30 Setzens de final - tornada | Bravo · César 52' · Martín 59' 81' |       | Ostolaza 71'  | Camp de les Corts · Martínez Íñiguez (Andalusia) · |  |

| 14 maig 1944             | Sevilla CF                                        | 5 - 2 | CF Barcelona            | Sevilla                                                |  |
| Vuitens de final - anada | Eguiluz 22' · Campanal 39' 44' 80' · Clemente 62' |       | Martín 13' · Escolà 87' | Estadio del Nervión · De Mazagatos Vicario (Biscaia) · |  |

| 21 maig 1944                     | CF Barcelona | 1 - 1 | Sevilla CF   | Barcelona                       |  |
| 18:30 Vuitens de final - tornada | Martín 60'   |       | Alconero 48' | Camp de les Corts · Iturralde · |  |